# Oliwiaki
Oliwiaki (Rhynchocyclinae) – podrodzina ptaków z rodziny muchotyranikowatych (Pipromorphidae).

## Występowanie
Podrodzina obejmuje gatunki występujące w krainie neotropikalnej – w południowym Meksyku, Ameryce Centralnej i Południowej.

## Systematyka
Do podrodziny należą następujące rodzaje:
- Rhynchocyclus Cabanis & F. Heine Sr., 1860
- Tolmomyias Hellmayr, 1927